# Louis-Anne Nogret
Louis-Anne Nogret (Josselin, 6 de octubre de 1798 - Poligny, 8 de enero de 1884) fue un sacerdote católico francés, obispo de la diócesis de Saint-Claude.

## Biografía
Louis-Anne Nogret nació el 6 de octubre de 1798, en Josselin, departamento de Morbihan, en Francia. Ingresó al seminario diocesano y fue ordenado sacerdote el 21 de diciembre de 1822. Fue nombrado obispo de Saint-Claude, el 25 de enero de 1862, por el papa Pío IX, recibiendo su consagración episcopal de manos de Joseph-Hippolyte Guibert, arzobispo de Tours, el 30 de junio de ese mismo año. Como obispo, participó del Concilio Vaticano I, sobre todo en la cuestión sobre la infalibilidad papal. Luego de diecisiete años de episcopado Nogret renunció a su cargo (1879), se retiró a Poligny, donde murió el 8 de enero de 1884.